# Alex Okafor
Alex Okafor  (* 8. Februar 1991 in Dallas, Texas) ist ein ehemaliger US-amerikanischer American-Football-Spieler. Er spielte zuletzt bei den Kansas City Chiefs in der National Football League (NFL) auf der Position des Defensive Ends. Zuvor war er bereits bei den Arizona Cardinals und den New Orleans Saints unter Vertrag.

## College
Okafor, der als Schüler auch bei Basketball und Fußball hervorragende Leistungen zeigte, besuchte die University of Texas at Austin und spielte für deren Team, die Longhorns, von 2009 bis 2012 erfolgreich College Football, wobei er nicht nur 150 Tackles setzen konnte, sondern ihm auch 23 Sacks gelangen.

## NFL

### Arizona Cardinals
Beim NFL Draft 2013 wurde er in der vierten Runde als insgesamt 104. von den Arizona Cardinals ausgewählt. In seiner Rookie-Saison konnte Okafor verletzungsbedingt nur eine Partie bestreiten.
2014 konnte er in 13 Spielen auflaufen, zwölfmal davon als Starter.
Auch 2015 und 16 kam er regelmäßig zum Einsatz.

### New Orleans Saints
Im März 2017 unterschrieb er bei den New Orleans Saints einen Einjahresvertrag in der Höhe von 3 Millionen US-Dollar.
Wegen eines Risses der Achillessehne war für Okafor die Spielzeit nach 11 Partien zu Ende.

### Kansas City Chiefs
Am 14. März 2019 unterschrieb er bei den Kansas City Chiefs einen Vierjahresvertrag in der Höhe von 24 Millionen US-Dollar.